# 纺轴螺
纺轴螺（学名：Columbarium pagoda）是新腹足目紡軸螺科纺轴螺属的一個物種。
連同指名亞種，本物種合共有三個亞種，但WoRMS認為這三個亞種其實都只是本物種的異名。
- 棘尾纺轴螺 Columbarium pagoda costatum Shikama, 1963
- 纺轴螺（原亚种） Columbarium pagoda pagoda (Lesson, 1834)
- 齿轮纺轴螺 Columbarium pagoda stellatum Habe, 1961

## 型態描述
螺殻高5〜8 cm、闊3 cm左右，呈紡軸形。外殻呈褐色。水管溝非常長，約佔殻高的2/3。

## 分佈
本物種分佈於北起日本海中部以南、東中國海水深20〜300m的細砂底、台湾及越南的慶和省和寧順省，常栖息在深海。